# Контрольная комната
Контрольная комната — помещение в студии звукозаписи, в котором происходит основная работа по созданию фонограмм. В этой комнате оснащено рабочее место звукорежиссёра (звукооператора/продюсера) и расположены контрольные мониторы. Собственно, контрольная комната является высококачественным инструментом измерения/контроля фонограмм в процессе производства. Точность такого контроля складывается из грамотного сочетания наиболее важных элементов: контрольных мониторов с усилителями и акустической отделки самого помещения.
Контрольная комната имеется также в телевизионной студии.
Акустика таких помещений имеет целый ряд особенностей и обычно специально проектируется с учётом конкретных задач студии. Известные дизайнеры контрольных комнат сформировали в процессе своей работы несколько концепций акустического оформления. Главная задача построения контрольной комнаты заключается в обеспечении так называемой «переносимости» миксов, то есть обеспечения таких условий мониторинга, которые приводят к результату адекватно воспринимаемому при воспроизведении фонограмм в самых различных условиях (т. е. фонограмма проверяется на адекватность звучания на различных устройствах потребителя, от бумбоксов до Hi-Fi музыкальных систем).
Очень часто контрольные комнаты неправильно называются «аппаратными». В большинстве небольших звуковых студий существуют помещения, которые сочетают в себе функции и контрольной комнаты, и аппаратной, тогда как в правильно построенных звукозаписывающих комплексах всё шумное и греющееся оборудование должно быть вынесено в отдельное помещение — аппаратную.